# Elaphoglossum patinii
Elaphoglossum patinii är en träjonväxtart som först beskrevs av Bak., och fick sitt nu gällande namn av Christ. Elaphoglossum patinii ingår i släktet Elaphoglossum och familjen Dryopteridaceae. Inga underarter finns listade.